# Peter Dincher
Peter Dincher (* 31. Mai 1966 in Brebach-Fechingen, Saarbrücken) ist ein deutscher Politiker (CDU).
Dincher besuchte 1972 bis 1976 die Grundschule Dahn und danach das Otfried-von-Weißenburg-Gymnasium Dahn, wo er 1985 das Abitur ablegte. Danach absolvierte Dincher eine Ausbildung bei der rheinland-pfälzischen Polizei und ging zur Bereitschaftspolizei. 1998 schloss er ein Fernstudium der Betriebswirtschaftslehre mit dem Diplom ab. Von 1999 bis 2008 war er bei der Kriminaldirektion Ludwigshafen am Rhein tätig.
Dincher wurde 1999 Mitglied der CDU und noch im selben Jahr in den Dahner Stadtrat gewählt. 2004 wurde er Mitglied des Kreistages des Landkreises Südwestpfalz und dort Vorsitzender der CDU-Fraktion. 2007 wurde er zum Vorsitzenden der CDU Südwestpfalz gewählt. 2008 rückte er für Erhard Lelle als Abgeordneter in den Rheinland-Pfälzischen Landtag nach. Im Landtag war er Mitglied im Ausschuss für Arbeit, Soziales, Familie und Gesundheit und im Ausschuss für Europafragen. 2009 legte er sein Mandat nieder, weil er eine ehemalige Polizeikollegin um eine illegale Datenabfrage im Polizeilichen Informationssystem gebeten hatte. Für ihn rückte Walter Altherr in den Landtag nach.